# Mesoponera
Mesoponera (лат.) — род муравьёв (Formicidae) из подсемейства Ponerinae, который ранее включался в состав рода Pachycondyla. Около 25 видов. Тропики Старого Света.

## Распространение
Африка, Мадагаскар, Южная Азия, Юго-Восточная Азия, Новая Гвинея, Соломоновы острова, Австралия.

## Описание
Среднего размера муравьи. Длина рабочих особей от 5,0 до 9,5 мм, окраска изменчивая (от жёлтой до буровато-чёрной). Усики 12-члениковые. Глаза мелких размеров или отсутствуют. Мезоплеврон не разделён поперечной бороздкой. Задние голени с 2 шпорами: одной крупной гребенчатой и одной мелкой простой. Петиоль чешуевидный. Мандибулы субтреугольные, с 9 зубчиками на жевательном крае. Мезонотум слит с проподеумом, нотопроподеальный шов отсутствует. Проподеум без шипиков или зубцов. Стебелёк между грудкой и брюшком состоит из одного членика петиоля. Брюшко с перетяжкой между 1-м (A3) и 2-м (A4) сегментами. Обнаружены в подстилочном слое тропических лесов Старого Света. Семьи Mesoponera ambigua содержат от 60 до 120 муравьёв и находятся в почве или в покинутых термитниках. Хищники, гнезда земляные и в гнилой древесине.

## Систематика
Около 25 видов, которые ранее включались в состав рода Pachycondyla. В 2009 году Крис Шмидт (Schmidt, 2009), проведя молекулярно-генетический филогенетический анализ подсемейства понерины включил род Mesoponera в состав родовой группы Odontomachus genus group (Ponerini). Mesoponera сходен с родами Fisheropone, Neoponera, Mayaponera, Pseudoponera, Hypoponera.
- Mesoponera ambigua (André, 1890)
- Mesoponera australis  (Forel, 1900)
- Mesoponera caffraria  (Smith, F., 1858)
- Mesoponera elisae  (Forel, 1891)
- Mesoponera escherichi  (Forel, 1910)
- Mesoponera flavopilosa  (Weber, 1942)
- Mesoponera ingesta  (Wheeler, W.M., 1922)
- Mesoponera manni  (Viehmeyer, 1924)
- Mesoponera melanaria  (Emery, 1893)
- Mesoponera nimba  (Bernard, 1953)
- Mesoponera novemdentata  (Bernard, 1953)
- Mesoponera papuana  (Viehmeyer, 1914)
  - =Euponera pulchella  Donisthorpe, 1941
  - =Euponera viehmeyeri  Donisthorpe, 1948
- Mesoponera rubra  (Smith, F., 1857)
- Mesoponera scolopax  (Emery, 1899)
- Mesoponera senegalensis  (Santschi, 1914)
- Mesoponera subiridescens  (Wheeler, W.M., 1922)
- Mesoponera testacea  (Bernard, 1953)
- Mesoponera villiersi  (Bernard, 1953)
- Mesoponera weberi  (Bernard, 1953)

## Касты
- Крылатый самец Mesoponera ambigua
- Голова самца Mesoponera ambigua
- Крылатая самка Mesoponera ambigua
- Крылатый самец Mesoponera caffraria